# Akrobat schö-ö-ö-n
Akrobat schö-ö-ö-n ist ein deutscher Spielfilm von Wolfgang Staudte aus dem Jahre 1943 mit Charlie Rivel in der Titelrolle.

## Handlung
Charlie, ein in die Jahre gekommener Akrobat und Clown, und die junge Sängerin und Tänzerin Monika bewohnen gemeinsam eine ärmliche Dachwohnung. Beide warten auf ihre Chance, endlich vor einem großen Publikum auftreten zu dürfen. Als Monika die Gelegenheit für ein Vorsprechen beim Direktor des Varietés Tabarin bekommt, nimmt sie Charlie mit, in der Hoffnung, ihn gleichfalls unterbringen zu können. Der Direktor stellt ihn jedoch nicht als Clown ein, sondern lediglich als Aushilfe der Bühnenarbeiter. Während Charlie weiterhin ein tristes Leben hinter der Bühne fristet, beginnt Monikas Stern als Partnerin des Tabarin-Stars Orlando rasch zu erstrahlen. Dieser ist jedoch ein Frauenheld und überdies reichlich unzuverlässig. Als Orlando eines Tages wieder einmal angetrunken zur Bühnenprobe erscheint, staucht Monika ihn zusammen. Am folgenden Abend nimmt er sie zur Seite und erklärt ihr, dass sein allürenhaftes Gehabe lediglich eine PR-Aktion sei, um weiterhin – vor allem in der Presse – im Gespräch zu bleiben. Von nun an benimmt er sich ihr gegenüber vorbildlich.
Charlies Abstieg hingegen scheint unaufhaltsam. Seinen Bühnenarbeiter-Job verliert er und wird zum Nachtwächter des Etablissements degradiert. Doch der talentierte Entertainer ist nicht länger bereit, sein Licht unter den Scheffel zu stellen. Er schminkt sich und tritt eines Nachts in seiner Clownsmaskerade vor leeren Stühlen auf. Umso überraschter ist er, als nach seiner improvisierten Nummer plötzlich Applaus aus dem Hintergrund erschallt. Gespendet wurde er von der ihm heimlich zusehenden Bibiana, einer derzeit unbeschäftigten Trapezkünstlerin. Beide verabreden sich, in der kommenden Nacht eine gemeinsame Nummer auf die Beine zu stellen. Als der Tabarin-Direktor die beiden dabei beobachtet, wird Charlie endgültig gefeuert.
Während der Premiere eines neuen Varietéprogramms verletzt sich der Trapezkünstler Bruno Martoni an der Hand. Das ist die Chance für Charlie und Bibiana, um einzuspringen und ihr Können unter Beweis zu stellen. Doch Charlie kommt zu spät, weil er aufgehalten wurde. Wieder scheint er kein Glück zu haben. Mit Bibiana und dem Trapezkünstler Fred Martoni sitzt er bedrückt auf der Hinterseite der Drehbühne, während vorn, vor dem Publikum, Orlando und Monika ihren Applaus einheimsen. Da dreht sich aufgrund eines Fehlers plötzlich die Bühne, und alle drei stehen im Scheinwerferlicht. Im Nu improvisieren sie eine Varieténummer – mit Fred und Bibiana am Trapez, während Charlie für die Lacher sorgt. Und die sind gewaltig. Charlie hat seinen Durchbruch, und eine große Karriere scheint seinen Anfang zu nehmen. Währenddessen verloben sich Orlando und Monika.

## Produktionsnotizen
Akrobat schö-ö-ö-n ist der erste abendfüllende Spielfilm Wolfgang Staudtes und zugleich der einzige deutsche Kinofilm des berühmten spanischen Musik-Clowns Charlie Rivel. Der Titel bezieht sich auf Rivels berühmten, gleichnamigen Ausruf, sein Markenzeichen im Rahmen seiner Zirkusnummern.
Gedreht wurde der Film vom 2. Dezember 1942 bis Ende Februar 1943 im Tobis-Atelier in Berlin-Johannisthal und im Jofa-Atelier in Berlin-Grunewald. Die Außenaufnahmen entstanden im Theater des Volkes Berlin (Großes Schauspielhaus). Die Uraufführung war am 1. Dezember 1943 im Berliner Alhambra-Kino am Kurfürstendamm. Die Kosten von Akrobat schö-ö-ö-n betrugen 1.391.000 Reichsmark, die Einnahmen bis Mai 1944 beliefen sich auf 1.712.000 RM.
Rivel zeigt im Film Passagen seines Bühnenprogramms. Anlässlich seines 40-jährigen Bühnenjubiläums hatte er 1938 die Goldene Medaille der Berliner Scala erhalten.
Die Bauten entwarf Erich Grave und Hans Luigi. Die Musiktexte schrieb Hans Fritz Beckmann.
Das Lied „Morgen ist alles wieder gut“ wird von Clara Tabody gesungen. Gemeinsam mit Karl Schönböck trägt Tabody im Film mehrmals das Lied „So wie Du vor mir stehst“ vor.
Akrobat schö-ö-ö-n lief in den Jahren 1944 bis 1946 auch in den skandinavischen Ländern an, in Dänemark im Sommer 1944 mit Erfolg.

## Kritiken
Im Lexikon des Internationalen Films ist zu lesen: „Das Regiedebüt Wolfgang Staudtes bietet leichte Unterhaltung, die durch die Mitwirkung des liebenswerten Clowns Charlie Rivel an Gewicht gewinnt“.
Bogusław Drewniaks Der deutsche Film 1938–1945 schrieb: „Staudtes Werk (Buch und Regie) war für die Zuschauer von damals vielleicht kein Ereignis. Ein eher gutgemachtes Grotesk-Lustspiel um den Akrobatik-Clown Charlie Rivel aus der weltbekannten alten spanischen Akrobaten- und Clown-Familie.“